# داريل غريغوري
داريل غريغوري (بالإنجليزية: Daryl Gregory)‏ (26 يونيو 1965، دارين في الولايات المتحدة)؛ كاتب وروائي أمريكي.